# غابرييل مايستري
غابرييل مايستري (بالإسبانية: Gabriel Maestre) (مواليد 22 سبتمبر 1986) هو ملاكم فنزويلي، مثّل بلاده في الألعاب الأولمبية الصيفية 2012.

## روابط خارجية
غابرييل مايستري على موقع بوكس ريك (الإنجليزية) (registration required)
- غابرييل مايستري على موقع اللجنة الأولمبية الدولية (الإنجليزية)
- غابرييل مايستري على موقع أوليمبيديا (الإنجليزية)